# Internet Explorer 2
Internet Explorer 2 (сокращённо IE2) — вторая версия обозревателя от Microsoft, вышедшая 27 ноября 1995 на 12 языках мира. Это первая версия Internet Explorer, вышедшая и под Windows, и под Macintosh. Эта версия имела поддержку JavaScript, NNTP, фреймов и SSL.
Он поставлялся как обозреватель по умолчанию в Windows 95 OSR1 и Windows NT 4.0. Также предлагался для Windows 95 и Windows 3.1. Данная версия браузера была переведена на 24 языка, в том числе на русский.
Internet Explorer 2 не доступен для загрузки с Microsoft. Тем не менее, архивные версии программного обеспечения можно найти на различных сайтах.
IE взаимодействовал с Netscape Navigator, и позволил импорт закладок этого браузера. В мае 1996 года FTP Software объявила, что разработала различные технологии для Internet Explorer 2.0 для Windows 3.1, среди которых были поддержка PPP и клиент электронной почты.
Преемник IE2, обозреватель Internet Explorer 3 вышел в августе 1996 года.